# هکینگ تیم
هکینگ تیم (انگلیسی: Hacking Team) شرکت فناوری اطلاعات ایتالیایی است، که در سال ۲۰۰۳ تأسیس شد.